# Torres de Albarracín
Torres d'Albarrasí (català), Torres d'Albarrazín (aragonès), Torres de Albarracín (castellà) és un municipi d'Aragó situat a la província de Terol i enquadrat a la comarca de la Serra d'Albarrasí.